# Salina

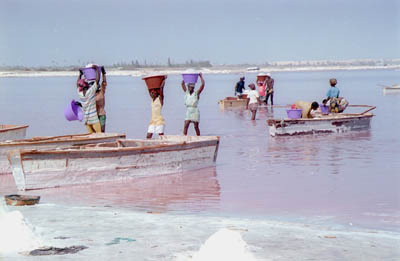
Salinas del Lago Rosa (Senegal).

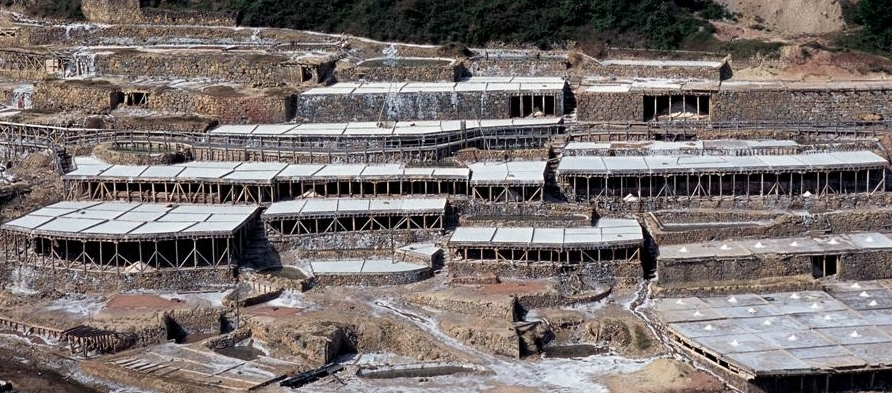
Vista general de las terrazas y las eras de evaporación de las salinas de Añana, en el Valle Salado, País Vasco, España.

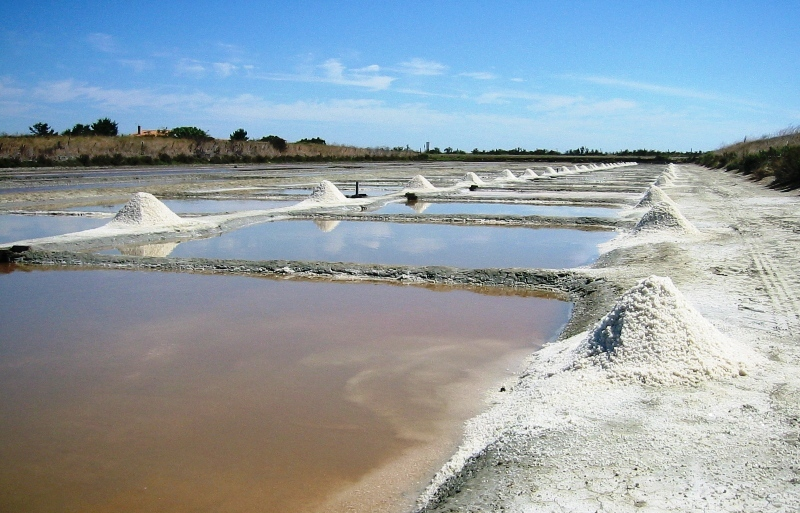
Sal amontonada en los bordes de las eras, en la Isla de Ré, Francia.

Una salina es un lugar donde se deja evaporar agua salada para dejar solo la sal, secarla y recogerla luego para su utilización, consumo o venta. Se distinguen dos tipos de salinas: las salinas costeras, situadas en las costas para utilizar el agua de mar, y las salinas de interior, en las que se utilizan manantiales de agua salada debido a que el agua atraviesa depósitos de sal subterráneos. En algunos casos, debido al escaso caudal de los manantiales, también se utiliza el bombeo de agua al interior de la tierra desde unas balsas o estanques, aumentando así la producción de sal.

## Funcionamiento
La esencia de una salina consiste en conseguir, mediante la acción del viento y del sol, la progresiva concentración del agua de mar almacenada en unos estanques poco profundos hasta alcanzar el gradiente de concentración necesario para provocar la cristalización del cloruro sódico.

### Salinas costeras
En las salinas costeras se suelen aprovechar terrenos llanos en cotas iguales o inferiores a las nivel del mar, habitualmente marismas, de forma que las eras se construyen mediante pequeños muros de tierra que separan unas de otras y de los canales por los que llega el agua de mar, dejando que las eras se inunden simplemente abriendo su compuerta durante una marea alta. Se escoge un terreno de naturaleza arcillosa que dificulta la pérdida del agua embalsada. Los estanques que reciben el agua de mar llevan distintos nombres según el grado de evaporación del agua y su profundidad: por orden, desde la entrada del mar, se encuentran los evaporadores y calentadores, llamados también cocederos, y los cristalizadores o tajos, donde se cosecha la sal.
En las salinas de la Bahía de Cádiz, el caño de alimentación lleva el agua de mar a un primer estanque de gran tamaño, llamado estero, donde se decantan los materiales en suspensión y empieza el proceso de evaporación. Suele representar 25% de la superficie de la salina. De ahí el agua salobre es conducida por pequeños canales serpenteantes llamados retenidas y vueltas de periquillo; sus curvas, al alargar el recorrido del agua, aumentan la superficie de evaporación del agua circulante antes de alcanzar los evaporadores.

### Salinas de interior
En las salinas de interior, como las de Añana en el País Vasco español, el agua salada se conduce a unas extensiones horizontales denominadas granjas, y en las que el agua se reparte en parcelas o eras. No siempre existe un terreno llano disponible para construir las eras, por lo que estas pueden estar dispuestas en varios niveles (en terrazas) o incluso pueden estar construidas sobre plataformas horizontales artificiales. Hay que conducir el agua del manantial hasta las eras, generalmente por su propia gravedad mediante acequias o acueductos sobre el terreno construidos con madera o piedra.
La evaporación natural del agua salada en las eras deja lista la sal para su recolección en unos depósitos protegidos de la lluvia o terrazos, donde debe terminarse de secar antes de su empaquetamiento y distribución.

## Historia
Las salinas vienen siendo explotadas desde antes de los romanos, pero estos extendieron el uso de la salazón y establecieron grandes factorías para ella, por lo que se requería la explotación generalizada e intensiva de todas las salinas existentes. Este uso dio valor estratégico a la sal y desde entonces la propiedad de las salinas fue un bien preciado, justificando conflictos y generando riqueza en su entorno. Así también como cambios y afectaciones en las condiciones físicas de los suelos (erosión) cambios e interrupción en el curso de las corrientes de agua. Como muestra de la importancia histórica de la sal, de ella proviene el término salario, ya que se utilizaba profusamente en el trueque y como forma de pago por trabajos.[cita requerida]
En el siglo XX, con la aparición de otros métodos de conservación, el uso de la sal se reduce drásticamente y las explotaciones salineras se reducen proporcionalmente. Este impacto lo sufren en mayor medida las salinas de interior, ya que la explotación se concentra más en las grandes salinas costeras, cuyos costes de producción son menores y tienen recursos para incorporar maquinarias y otros sistemas industriales. Así, las salinas de interior que se mantienen lo hacen con medios artesanales y normalmente para el mercado local o comarcal, para uso en ganadería, salazón de jamón o para deshacer el hielo de las carreteras en invierno. También en la última mitad del siglo XX los medios de transporte se han abaratado y roto el relativo aislamiento de muchas zonas de interior, favoreciendo el uso de la sal de grandes factorías costeras, con lo que en la actualidad las salinas de interior están en proceso de desaparición. No obstante algunas salinas de interior están siendo reconstruidas o mantenidas por sus respectivos ayuntamientos por su valor etnográfico e histórico.[cita requerida]